# El Gallito
El Gallito är en ort i Mexiko.   Den ligger i kommunen Villa Victoria och delstaten Mexiko, i den sydöstra delen av landet, 80 km väster om huvudstaden Mexico City. El Gallito ligger 2 688 meter över havet och antalet invånare är 211.
Terrängen runt El Gallito är platt åt nordost, men åt sydväst är den kuperad. Terrängen runt El Gallito sluttar norrut. Runt El Gallito är det ganska tätbefolkat, med 222 invånare per kvadratkilometer. Närmaste större samhälle är San Miguel Zinacantepec, 19,6 km sydost om El Gallito. Trakten runt El Gallito består till största delen av jordbruksmark.